# Ibrahim Al-Shahrani
Ibrahim Suwayed Al-Shahrani (in arabo إبراهيم سويد‎?; Abha, 21 luglio 1974) è un ex calciatore saudita, di ruolo centrocampista.

## Carriera

### Club
Ha giocato nell'Al-Ahli e nell'Al-Ittihad, giocando in carriera anche una partita nella AFC Champions League.

### Nazionale
Ha partecipato alle spedizioni saudite ai mondiali 1998 e 2002. Un suo gol contro il Qatar permise all'Arabia Saudita di qualificarsi per i mondiali di Francia.